# Wilhelm Koep
Wilhelm Koep (* 26. Mai 1905 in Auel, heute in Belgien; † 25. Juni 1999 in Köln; vollständiger Name: Wilhelm Johann Koep) war ein deutscher Architekt.

## Leben

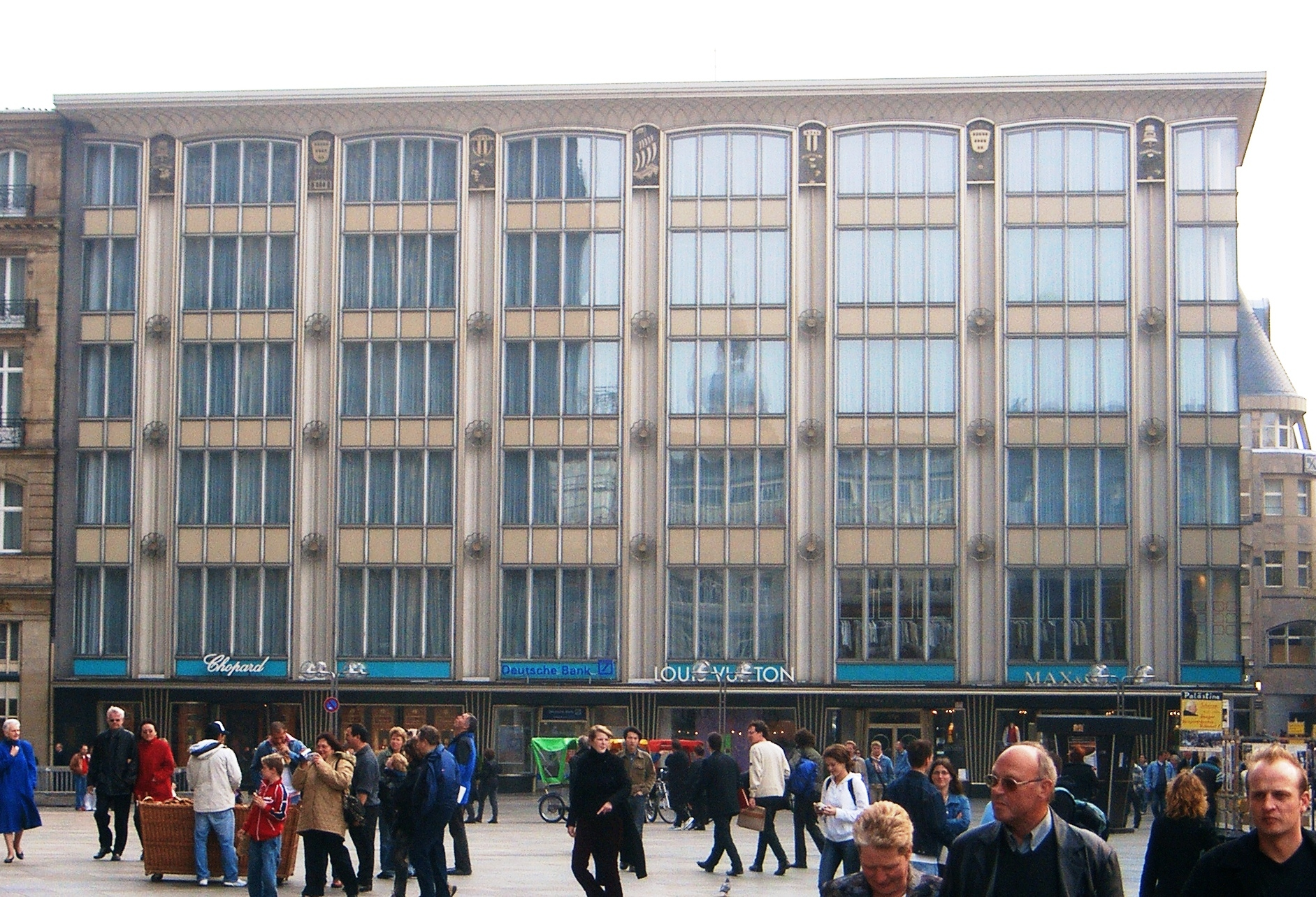
Blau-Gold-Haus in Köln

Koep galt als „Hausarchitekt“ des Parfümerieunternehmens 4711 in Köln; neben diversen Wohn- und Industriebauten im Rheinland und Ruhrgebiet stammen das Blau-Gold-Haus gegenüber dem Kölner Dom, die ehemaligen Fabrikgebäude in Köln-Ehrenfeld (heute Barthonia Forum) sowie die „Schweizer Ladenstadt“ (heute Opern Passagen) von ihm.
Koep absolvierte ein Studium an der Kunstgewerbeschule Köln und war ab 1922 Mitarbeiter des Architekten Ludwig Paffendorf. Später übernahm er dessen Büro. 
Wilhelm und Rudolf Koep (1935–1997) gehörten in den fünfziger Jahren zu den aktivsten Architekten in Köln.
Der Nachlass Koeps ist unter der Bestandsnummer 1592 in das Historische Archiv der Stadt Köln aufgenommen worden, sein Verbleib nach dem Einsturz des Archivs im März 2009 ist bis auf Weiteres ungeklärt.

## Bauten

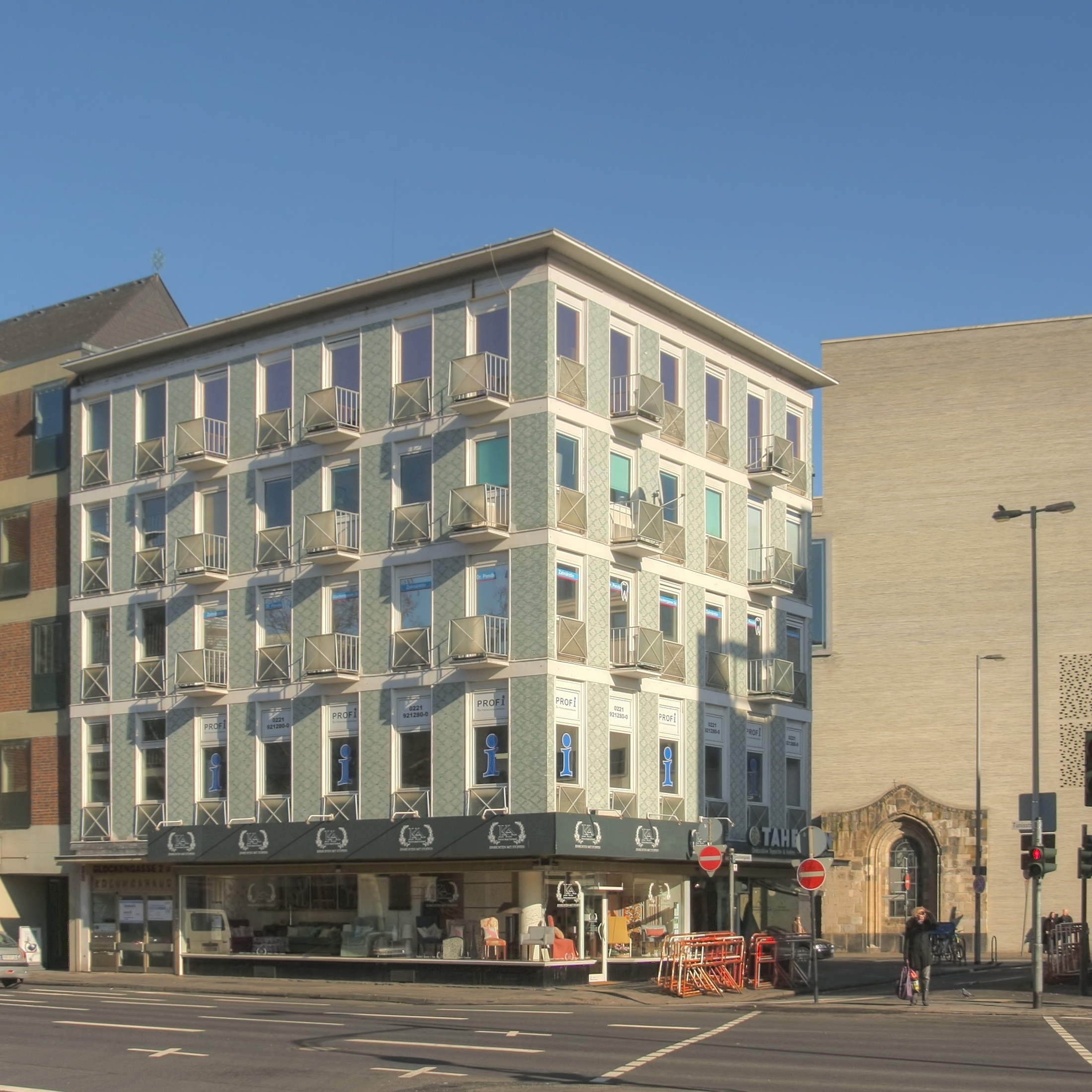
Wohn- und Geschäftshaus Glockengasse 2a, Columbahaus

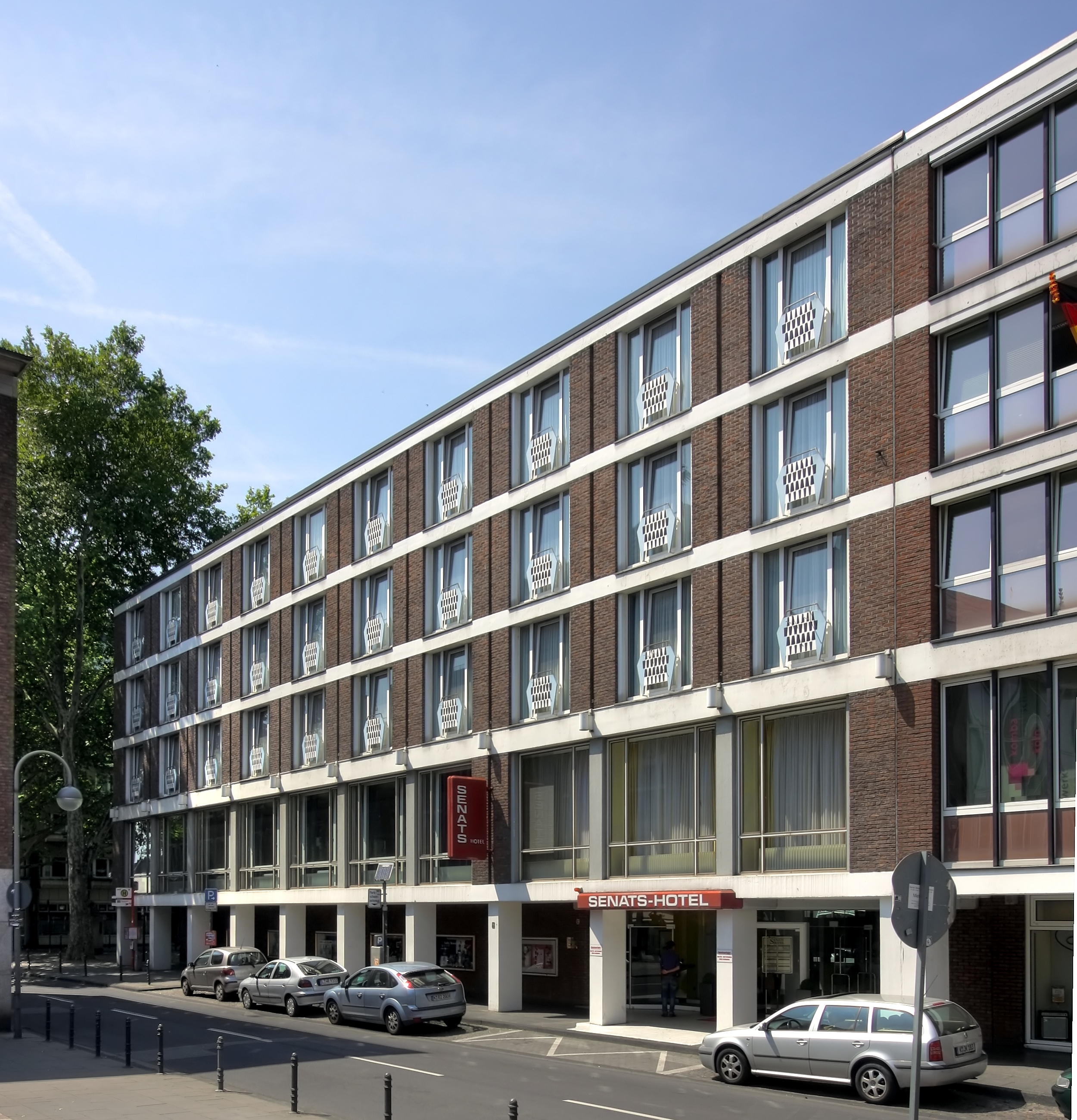
Senats-Hotel

- Bauleitung Lindenallee 55–57, Köln-Marienburg (1929)
- Stallungen Schloss Röttgen (1935)[4]
- Umbau Marienburger Straße 24, Köln-Marienburg (1936/1937)
- Umbau von Bauten auf dem Petersberg (1937)
- Fridolinstraße 57, Köln-Ehrenfeld (1939)
- Williamsbau, halbfester Winterbau Zirkus Williams, Aachener Straße, Köln (1947/1948)
- Umbau des Hotels auf dem Petersberg (für belgische Besatzung um 1948; erneut für Alliierte Hohe Kommission August 1949)[5]
- „Sartory-Säle“, Köln-Innenstadt (um 1950)
- Parfümeriefabrik „4711“ mit Rundbau, heute: Barthonia-Forum, Venloer Straße 241, Köln-Ehrenfeld (1950–1962)
- Blau-Gold-Haus „4711“, Domkloster 2 (1952)
- Umbau des Hotels auf dem Petersberg (um 1952)
- Wohnhaus Koep, Kleingedankstraße (1953)
- Lindenallee 57, Umbau (mit Rudolf Koep, 1953/1954)
- Melaten-Friedhof, Grabstätte Röhlig (mit Ludwig Gies, 1953)
- Gebäude der Nordstern-Versicherung, Gereonstraße, Köln-Altstadt-Nord (1954)
- Oberländer Ufer 192, (1954–1959)
- Columbahaus, Glockengasse 2a, Köln-Altstadt-Nord (um 1954)
- Wiederaufbau von Haus Saaleck, Am Hof (1955)
- Mehrfamilienhaus, Komödienstraße 9 (1955)
- Café Overbeck, Essen, Kettwiger Straße 15 (1955/1956)
- Möbelhaus Buch, Aachener Straße 380–390, Köln-Braunsfeld (1958)
- Schaafenstraße 10–12, Köln-Altstadt-Süd (1958)
- Senats-Hotel, Unter Goldschmied 9, Köln-Altstadt-Nord (1958/1959)
- Kölnische Rundschau, Stolkgasse (1959–1985)
- Haus Schwabenland, Glockengasse 2, Köln-Altstadt-Nord (1961)
- Opern Passagen mit Garagenhaus (Schweizer Ladenstadt), Köln-Altstadt-Nord, (1962–1964)
- Zentral-Dombauverein, Mohrenstraße, Köln-Altstadt-Nord (1964)
- Am Bollwerk 1–5, Köln-Altstadt-Nord (1966)
- Haus Weingarten, Friesenplatz, Köln-Altstadt-Nord  (1966)
- Herzogstraße 31,  Köln-Altstadt-Nord (1966/1967)
- Villa Mülhens, Am Stiftswäldchen, Köln-Hahnwald (1966)
- Hansaring 69–73, Köln-Neustadt-Nord (1972)
- Kölnische Lebensversicherung, Mevissenstraße, Köln-Neustadt-Nord (1978/1979)
- Zahnärztehaus, Universitätsstraße, Köln-Lindenthal (1984/1985)